# 496 a. C.
El año 496 a. C. fue un año del calendario romano prejuliano. En el Imperio romano se conocía como el Año del consulado de Albo y Tricosto (o menos frecuentemente, año 258 Ab urbe condita). 

## Acontecimientos
- Batalla del Lago Regilo, entre latinos conducidos por Octavio Mamilio, Tito y Sexto Tarquino y los romanos conducidos por el dictador Aulo Postumio Albo, y secundado por el cónsul Tito Virginio. Sólo 10 000 hombres sobreviven del ejército latino. Paz de Roma con la Liga Latina.
- Lucio Tarquinio se exilia en Cumas, en la corte del tirano Aristodemo.

## Nacimientos
- Sófocles, dramaturgo griego (m. 406 a. C.).

## Fallecimientos
- Pitágoras de Samos
- Tito Ebusio Helva, Marco Varelio Voluso, Publio y Marco Valerio Publícola, de Sexto y Tito Tarquinio y de Octavio Mamilio.